# Viper Militia
La Viper Militia (nome completo: Phoenix Viper Militia; conosciuta anche come Arizona Viper Militia) è stata una milizia antigovernativa costituita nel 1995. I militanti hanno pianificato per più di due anni di bombardare gli edifici governativi dello Stato, oltre a svolgere addestramenti con armi da fuoco (molte delle quali ottenute illegalmente).

## Storia

### Il complotto in Arizona
Nel 1995 il Bureau of Alcohol, Tobacco, Firearms and Explosives (ATF) iniziò a seguire alcuni rapporti di intelligence provenienti da una milizia con idee estremiste in Arizona. L'ATF iniziò a infiltrare un agente nel gruppo e vide in dettaglio vari piani per attaccare e uccidere l'ATF e altri ufficiali delle forze dell'ordine, evidenziando l'attacco alle loro strutture con esplosivi a Phoenix. Si dice che il gruppo abbia tenuto esercitazioni nel deserto dell'Arizona e che abbia fatto esplodere piccole cariche di bombe al nitrato di ammonio. Dopo un'indagine sotto copertura durata sei mesi, l'ATF ha organizzato una serie di incursioni per disarticolare il gruppo.

### Gli arresti
Il 2 giugno 1996, le autorità federali arrestarono dodici militanti (dieci uomini e due donne); la maggior parte dei detenuti era accusata di reati. Al momento dell'arresto nessuno dei sospetti ha opposto resistenza. Agli arresti hanno partecipato anche agenti dell'U.S. Marshals Service, del Customs Service, del Federal Bureau of Land Management, della Guardia Nazionale dell'Arizona, del Dipartimento di Pubblica Sicurezza dell'Arizona e dell'Ufficio del Procuratore della Contea di Maricopa, nonché agenti di polizia di Phoenix. Le autorità hanno sequestrato 650 libbre di nitrato di ammonio, giubbotti militari, detonatori, manuali di addestramento, giubbotti antiproiettile, settanta fucili d'assalto, munizioni e una quantità non identificata di acido picrico (un composto piuttosto tossico e instabile per l'elaborazione di esplosivi). Gli agenti dell'ATF avrebbero sequestrato altre 400 libbre (181,44 kg) di nitrato di ammonio e 55 galloni (208,2 L) di nitrometano. Le autorità hanno sequestrato una videocassetta del maggio 1994 in cui si discuteva di questioni di sicurezza interna e di pianificazione di attacchi e obiettivi. Dopo gli arresti le autorità hanno confermato che il gruppo era totalmente disgiunto e non aveva legami con altre organizzazioni paramilitari.
Uno degli arrestati, Randy L. Nelson (il generale autoproclamato del gruppo), ha dichiarato che il gruppo non avrebbe usato esplosivi e che "non si sarebbe unito a un complotto per fare del male alle persone" e che avrebbe attaccato solo gli edifici. Il giorno dopo il tribunale ha rilasciato condizionalmente sei membri dal carcere in attesa del processo per appartenenza a un'organizzazione terroristica e del sequestro di armi non registrate. Nel marzo 1997 tutti i membri del gruppo vengono condannati a pene da uno a dieci anni di carcere, con la maggior parte degli imputati che si dichiarano colpevoli. Gli arresti e i processi hanno portato con sé un dibattito tra i miliziani sulle azioni delle milizie e su quanto fosse realmente necessario l'uso di esplosivi (cosa che avevano in comune le milizie che erano state smantellate dalle autorità durante gli anni '90).
Nel settembre 2005 le autorità federali affermano che il gruppo è stato reintegrato, essendo più riservato nell'ammissione dei membri, oltre a menzionare che la sua missione principale è quella di combattere il "Nuovo Ordine Mondiale".